# 2846 Ylppö
2846 Ylppö este un asteroid din centura principală, descoperit pe 12 februarie 1942 de Liisi Oterma.